# René Char
René Char (n. 14 iunie 1907, L'Isle-sur-la-Sorgue, Provence-Alpes-Côte d'Azur, Franța – d. 19 februarie 1988, Paris, Île-de-France, Franța) a fost un poet francez.